# Liste des sites et monuments classés de la wilaya de Sidi Bel Abbès
Cet article présente une liste des sites et monuments classés de la wilaya de Sidi Bel Abbès, en Algérie.

## Liste
| Id   | Identification du bien | Datation | Commune | Coordonnées    | Catégorie du classement | Mesures et date de protection | Date de publication au Journal Officiel | Illustration    |                       |
| ---- | ---------------------- | -------- | ------- | -------------- | ----------------------- | --- | --------------------------------------- | --------------- | --------------------- |
| 22-1 | Camp de Bossuet        | Moderne  | Dhaya   | à géolocaliser | Classé                  | Inscrit sur l'inventaire général des biens culturels immobiliers par arrêté du 14/07/2007, après avis favorable de la commission nationale des biens culturels tenu le 12/10/2006. | N° 60 du 26/09/2007                     | Image manquante | Télécharger une image |